# Bit de poids fort

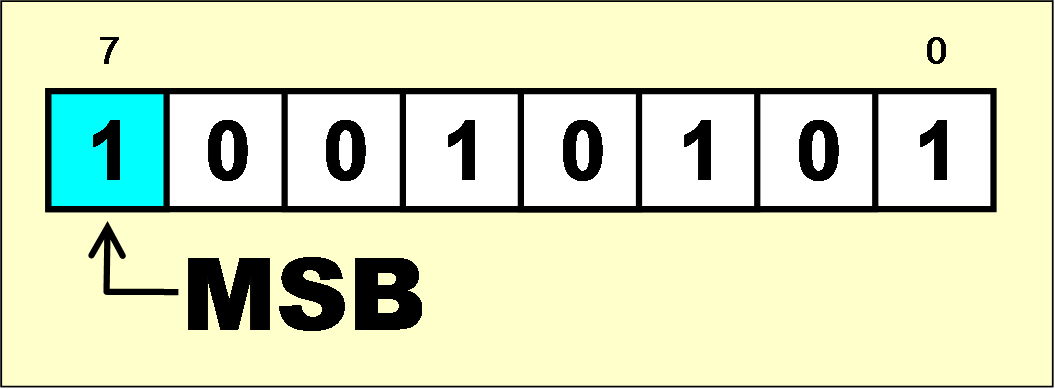
Exemple de bit de poids fort.

Le bit de poids fort, (en anglais, most significant bit, ou MSB) est le bit, dans une représentation binaire donnée, ayant le plus grand poids ou position (celui de gauche dans la notation positionnelle habituelle). Le bit de poids fort est parfois écrit msb (en minuscule) pour le différencier du MSB destiné en ce cas à préciser l'octet de poids fort, Most Significant Byte, notamment dans le cas d'une différenciation little-endian / big-endian. Le MSB est aussi appelé MSD pour Most Significant Digit.
Les X bits de poids fort sont les X bits de plus grand poids (situés à gauche).
Exemples : 
- le nombre 9 s'écrit en binaire 1001. Le MSB (en gras) contribue pour 8 unités (bit de rang 3, 2^3=8) à la valeur totale du nombre ;
- pour le nombre 25, qui s'écrit en binaire 11001, les 3 bits de poids fort sont 110.

Pour la représentation binaire des nombres entiers signés dite "par complément à deux", ce bit indique le signe du nombre et est nommé bit de signe.